# Rock Island Arsenal, Illinois
Rock Island Arsenal là một nơi ấn định cho điều tra dân số thuộc quận Rock Island, tiểu bang Illinois, Hoa Kỳ. Năm 2010, dân số của nơi ấn định cho điều tra dân số này là 149 người.

## Dân số
Dân số qua các năm:
- Năm 2000: 145 người.
- Năm 2010: 149 người.